# عرفین البارد
عرفین البارد یک منطقهٔ مسکونی در الجزایر است که در ناحیه جامعه واقع شده‌است. عرفین البارد ۲۶ متر بالاتر از سطح دریا واقع شده‌است.